# Villadia nexacana
Villadia nexacana là một loài thực vật có hoa trong họ Crassulaceae. Loài này được (Fröd.) Jacobsen miêu tả khoa học đầu tiên năm 1958.